# Topalis
Topalis, jinak také Upalis je říčka na západě Litvy, 1,5 km na západ od vísky Rimženčiai (okres Šilutė), ústí do řeky Šyši 2,5 km na západ od obce Laučiai 16,3 km od jejího ústí do ramene Němenu Atmata jako její pravý přítok. Teče zpočátku na západojihozápad, po 1 km se stáčí ostře na jih, po dalším 1 km opět na jihozápad. Míjí z jihozápadu obce Laučiai a Jonaičiai, za kterými ústí do řeky Šyši.

## Přítoky
Říčka nemá významné přítoky.